# Damián Arriba
Damián Arriba es un barrio del municipio de Orocovis, Puerto Rico. Según el censo de 2020, tiene una población de 794 habitantes.

## Geografía
El barrio está ubicado en las coordenadas 18°14′32″N 66°26′02″O / 18.24222, -66.43389 (18.242308, -66.434025). Según la Oficina del Censo de los Estados Unidos, tiene una superficie de 10.0 km², correspondientes en su totalidad a tierra firme.

## Demografía
Según el censo de 2020, hay 794 personas residiendo en el barrio. La densidad de población es de 79.4 hab./km². El 14.61% de los habitantes son blancos, el 7.05% son afroamericanos, el 0.50% son amerindios, el 13.98% son de otras razas y el 63.85% son de una mezcla de razas. Del total de la población, el 99.75% son hispanos o latinos de cualquier raza.